# Amendinger Schlössle

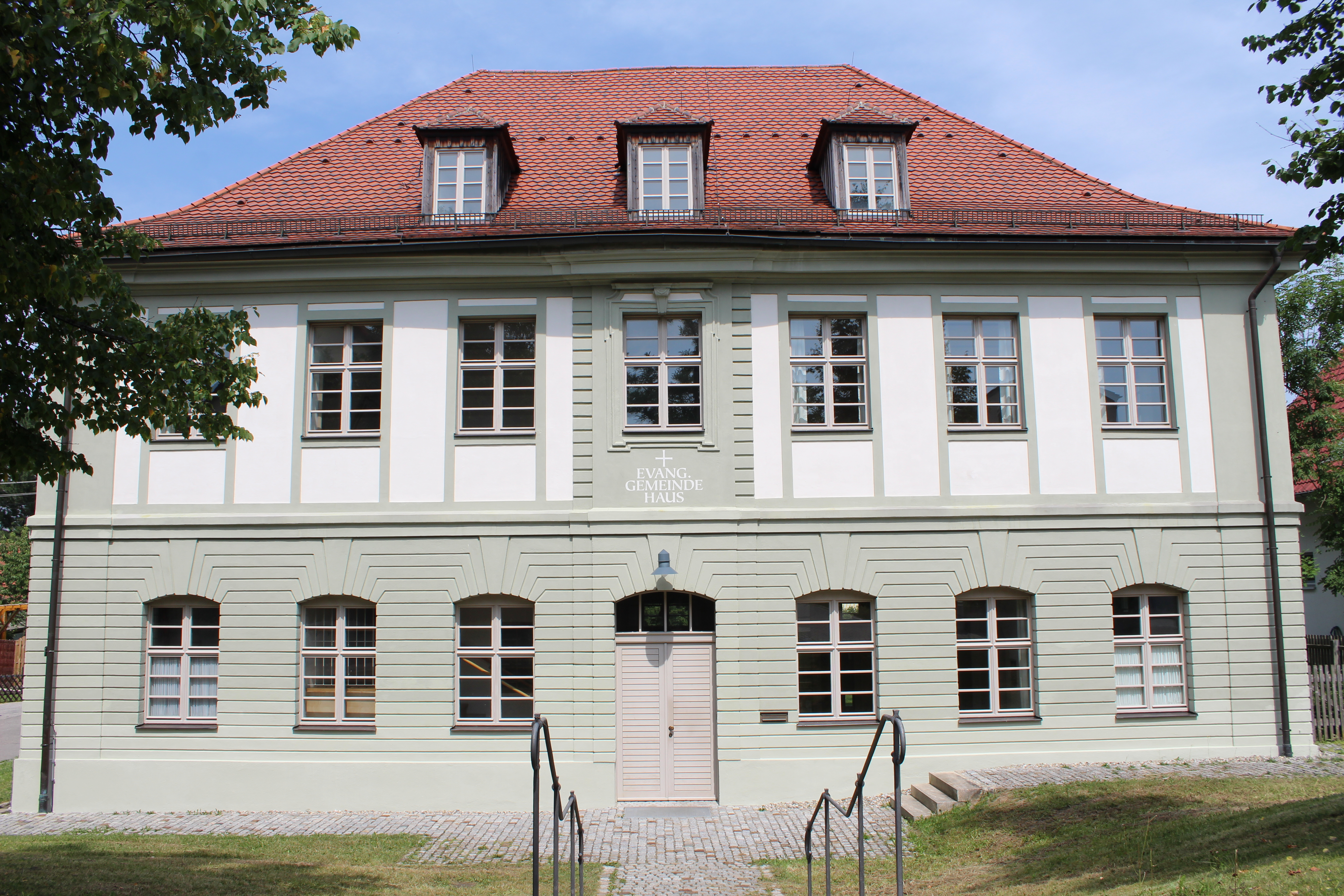
Das Amendinger Schlössle

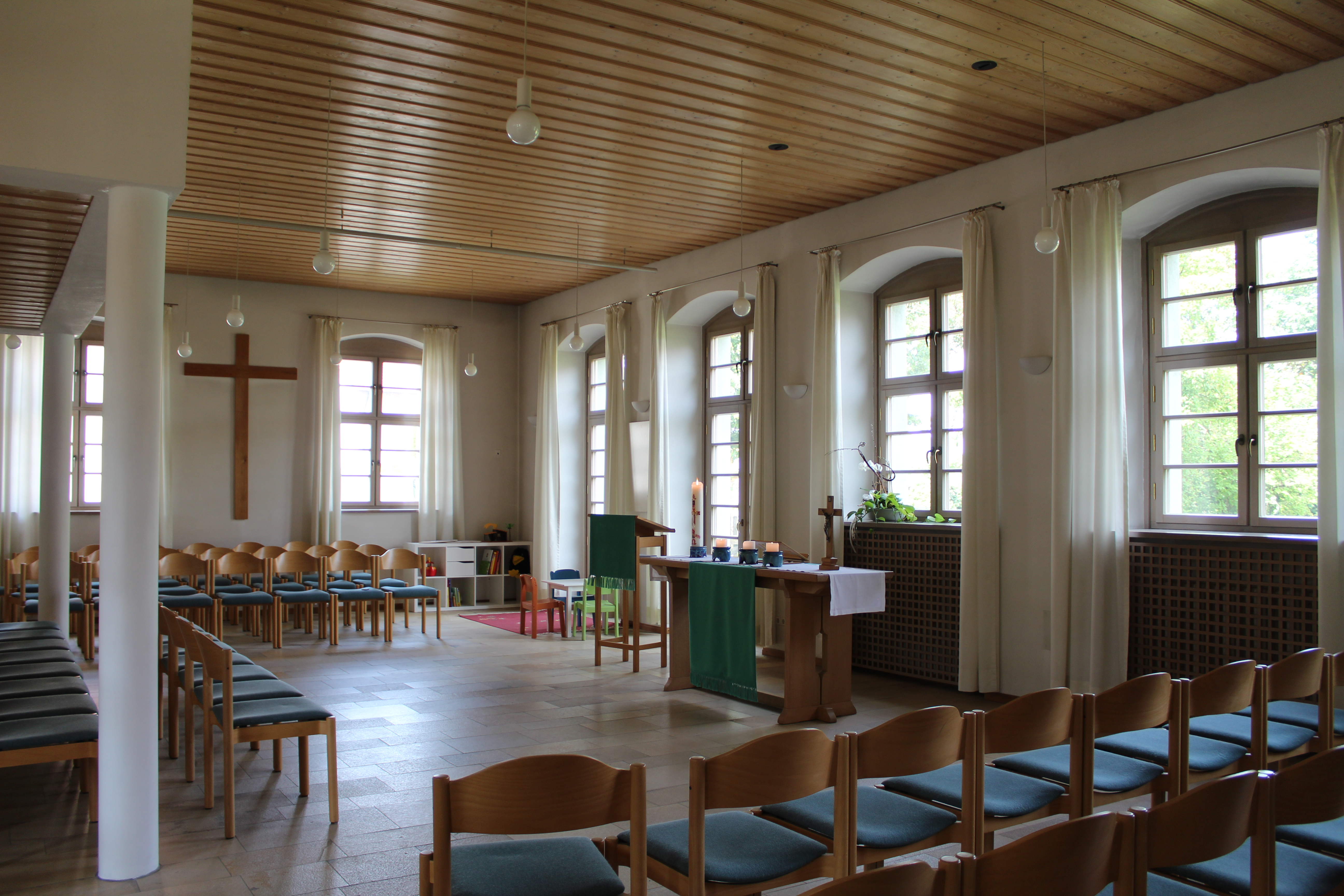
Blick von Süden in den Gemeinderaum

Das Amendinger Schlössle (auch Amendinger Schlößle) ist ein unter Denkmalschutz stehendes Gebäude im Memminger Stadtteil Amendingen. Es wurde um 1730 als Kupferschmiede und Drahtzieherei erbaut. Um den Schmiedehammer zu bedienen, grub man ein zweites Bachbett von der Memminger Ach her, das 1960 wieder zugeschüttet wurde. Da das Gebäude unter Denkmalschutz steht, durfte es nicht abgerissen werden, verfiel in der zweiten Hälfte des 20. Jahrhunderts aber zunehmend. Im Jahre 1995 übernahm die evangelische Kirche das Gebäude und sanierte es. 1998 wurde es als Gemeindehaus der Kirchengemeinde St. Martin eingeweiht.

## Lage
Das Amendinger Schlössle befindet sich an der Unteren Straße 15, der ehemaligen Hauptstraße des Dorfes Amendingen. In der unmittelbaren Nähe befindet sich auch die ehemalige Tafern, heute Gasthaus Adler.

## Baubeschreibung
Baubeschreibung:

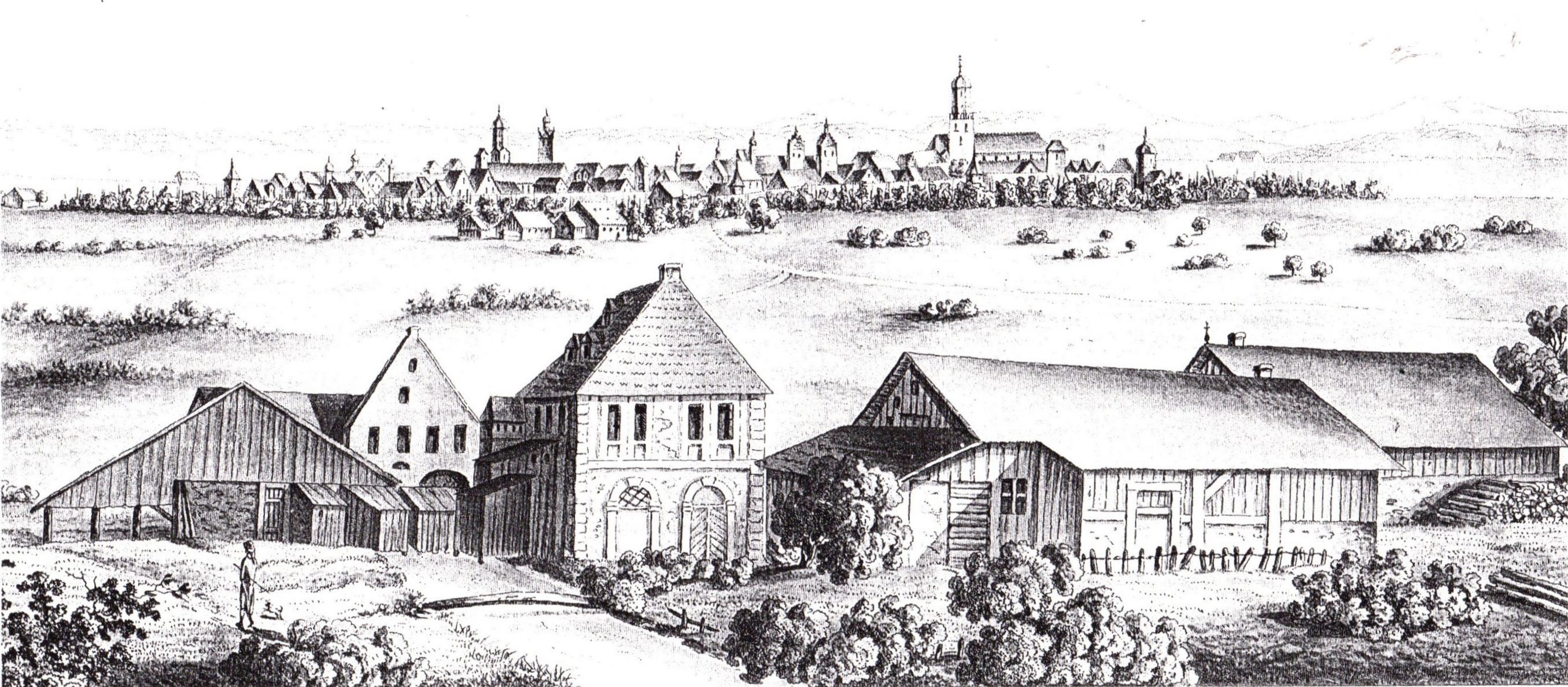
Das Amendinger Schlössle (Mitte) um 1810

„Zweigeschossig, wohlproportionierter Bau um 1730/40 mit Walmdach, sieben zu vier Achsen. Das Untergeschoss genutet, die mittlere Achse der Straßenseite flacher, zweistufiger Risalit mit stichbogigem Portal im Erdgeschoss (…) und geohrtem Fensterstock im Obergeschoss. Die übrigen Fenster des OG sind mit schlichtem Rahmen, die des Erdgeschosses stichbogig. An der Nordost-Ecke des Gebäudes befand sich früher ein zweiachsiger Verbindungsbau mit Stadel“.
Das Innere wird vor der Renovierung wie folgt beschrieben: „Betritt man das Haus, so führt eine Treppe links in das Obergeschoss, während man geradeaus durch eine zweite Tür in die ehemalige Kupferschmiede gelangt. Rechts in der Ecke ist ein Einbau mit einem Kreuzgratgewölbe. Ob der Raum eine kleine Hauskapelle oder nur Schreibstube war, lässt sich heute nicht mehr feststellen. Links hinten war das Wasserwerk, ein unterschlächtiges Wasserrad mit Triebwerk, angebracht. An diesem vorbei gelangt man in einen großen scheunenartigen Anbau, der durch ein großes Tor vorn und ein kleineres hinten zugänglich war. Hier scheint später der Drahtzug seinen Platz gehabt zu haben, während früher (zu Zeiten des Kupferhammers) hier das Lager für Pfannen und andere Handelswaren war. Im Obergeschoss zweigen von einem breiten Gang in Ost-West-Richtung je Räume ab, von denen die Räume der Südseite noch mit Deckenstuck verziert sind. Am Ende des Ganges ist ein Aufzug, der vom Erdgeschoss bis in den Dachboden führt.“
Seit der Renovierung durch die evangelische Kirchengemeinde St. Martin wird der große Raum im Erdgeschoss als Gottesdienstraum genutzt, in dem seit 2018 auch eine kleine Pfeifenorgel steht. Der kleine Raum mit Kreuzgratgewölbe am südlichen Ende wurde zur Toilette samt Abstellkammer und Küche umgebaut.
Im 1. OG befinden sich eine weitere Küche, Toiletten, das Amtszimmer des Pfarrers und zur Südseite hin zwei Gemeinderäume. Das Zimmer im Südosten weist Reste eines Deckenfreskos auf. Alle Räume im 1. OG haben einen Stuckrahmen.
Vor dem Schlössle steht heute ein Denkmal, das an die „Hufschmiede Goldhofer“ von 1630 bis 1998 erinnert. Dieses Gebäude stand bis 1998 unmittelbar vor dem Schlössle, wo sich heute ein Grünstreifen befindet.

## Geschichte

### Vorgeschichte

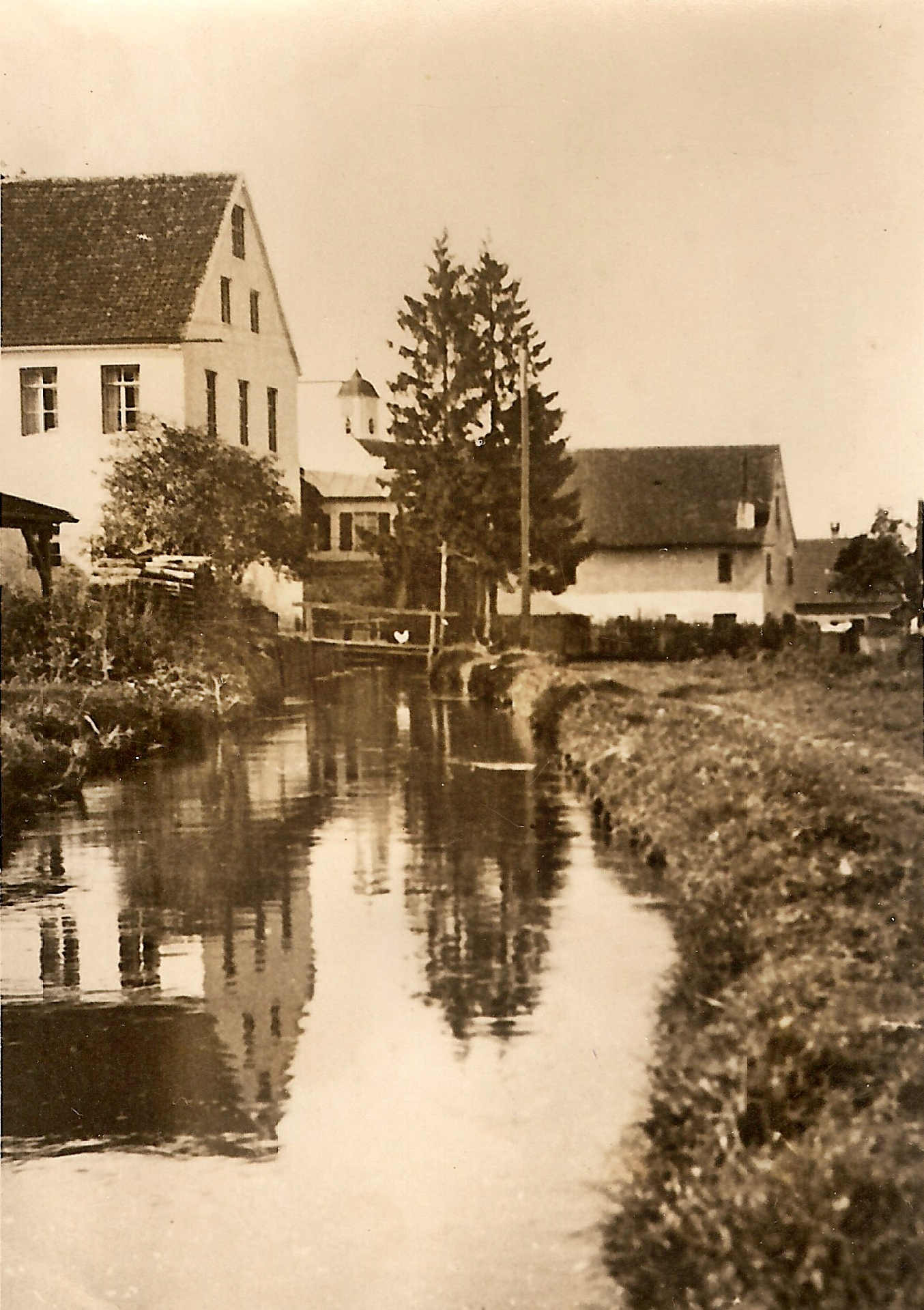
Alter Bachverlauf am Gasthaus Adler vorbei zum Schlössle

1455 erwarben Jörg Mair d. Ä. vom Haan, Hans und Jos Sättelin – drei Memminger Bürger – die Herrschaft Eisenburg von Ritter Heinrich V. von Eisenburg für 6000 Gulden. Dazu gehörte u. a. das Dorf Amendingen und die Kupferschmiede, die dem Seibrand Löffer und Benz Ruhen, den Kupferschmieden von Memmingen, auf ihr Lebtag verliehen wurde. Um die Wasserkraft zu nutzen, wurde von der Memminger Ach ein künstliches Bachbett ausgehoben.
1580 kaufte die Stadt Memmingen das Dorf Amendingen und veräußerte es ein Jahr später ans Unterhospital. 1601 gelangen wesentliche Teile des Dorfes in den Besitz der Familie Neubronner (Landkreis Unterallgäu, 1987, Band 1, S. 236), als Hans-Eitel Neubronner († 1614), Handelsherr aus Ulm, die Herrschaft Eisenburg für 54000 Gulden erwarb.
Zwei Generationen später begann 1671 die Zertrümmerung des Besitzes durch Vergabe von Losen unter den Nacherben beider Brüder. Marx Neubronner – ein Sohn von Hans Eitel d. Ä. – erbte u. a. die Lose Nr. 4 (Mahlmühle zu Amendingen) und Los Nr. 5: (Kupferhammer zu Amendingen).
1697 wollte der Memminger Handelsherr Johann Wachter (1610–1693) in der ehem. Sägemühle am Südende des Dorfes (heute „Oldtimergarage“) einen Kupferhammer einrichten. Dagegen legten die Erben von Marx Neubronner, denen auch dieser Grund gehörte, bei der Landvogtei Protest ein, da sie in Amendingen ja selbst ein Hammerwerk betrieben. Die Erben fürchteten um die Schwächung der Wasserkraft. Sie forderten, den Bau bei 10 Pfund Silber Strafe einzustellen.
Als Kompromiss wurde ein Jahr später o. g. Johann Wachter Pächter des Kupferhammers. Der Pachtvertrag dauerte immer sechs Jahre, der Pachtzins betrug jährlich 52 Gulden.
Die Hammerschmiede mit ihrem Fallhammer nördlich vom Dorf, der ebenfalls mit einem Wasserrad angetrieben wurde, brauchte natürlich auch Wasser. Deshalb wurde 1704 verordnet, dass bei zu geringem Wasserstand nicht beide Wasserräder gleichzeitig in Betrieb sein dürften. Beide Schmiedemeister sollten freundschaftlich miteinander umgehen. Sie vereinbarten, dass sie ihre Wasserräder im vierstündigen Rhythmus laufen ließen. Das Wasser konnte Tag und Nacht genutzt werden.
1712 kaufte die Unterhospitalstiftung die o. g. Hammerwerke (den Kupfer- und Eisenhammer im Dorf und die Hammerschmiede am Nordrand des Dorfes) von dem Neubronnerschen Erbinteressenten Conrad Jacob Jenisch und seinen Erbanteil von 2250 Gulden „in Münz, guter Memminger Währung“. Schon im gleichen Jahr gab sie ihren Besitz in Amendingen mitsamt den dort befindlichen Hammerwerken an die mittlerweile gegründete Kupfer- und Messinghandelskompanie Johann Lorenz Grimmel und Johann Jakob Hermann für 2250 fl (Gulden) weiter und gewährte Grund- und Bodenzinsfreiheit. Der Holzbedarf sollte aus dem Besitz des Unterhospitals gedeckt werden.
Zum Kupferhammer gehörten ein Würzgarten, Stall, Holzlager und Backofen, zum Eisenhammer das Schlaghüttle, daran die Kohlhütte mit Schleifmühle.
1714 entbrannte ein Streit zwischen Johann Lorenz Grimmel und Johann Jakob Hermann, daraufhin gingen der Kupferhammer und die Hammerschmiede in den Alleinbesitz der Familie Grimmel über, wo sie bis zum Beginn des 19. Jhd. verblieben. Das Unterhospital lieferte weiterhin Holz für den Hammer. 1779 wird er neuert.

### Heutiges Gebäude

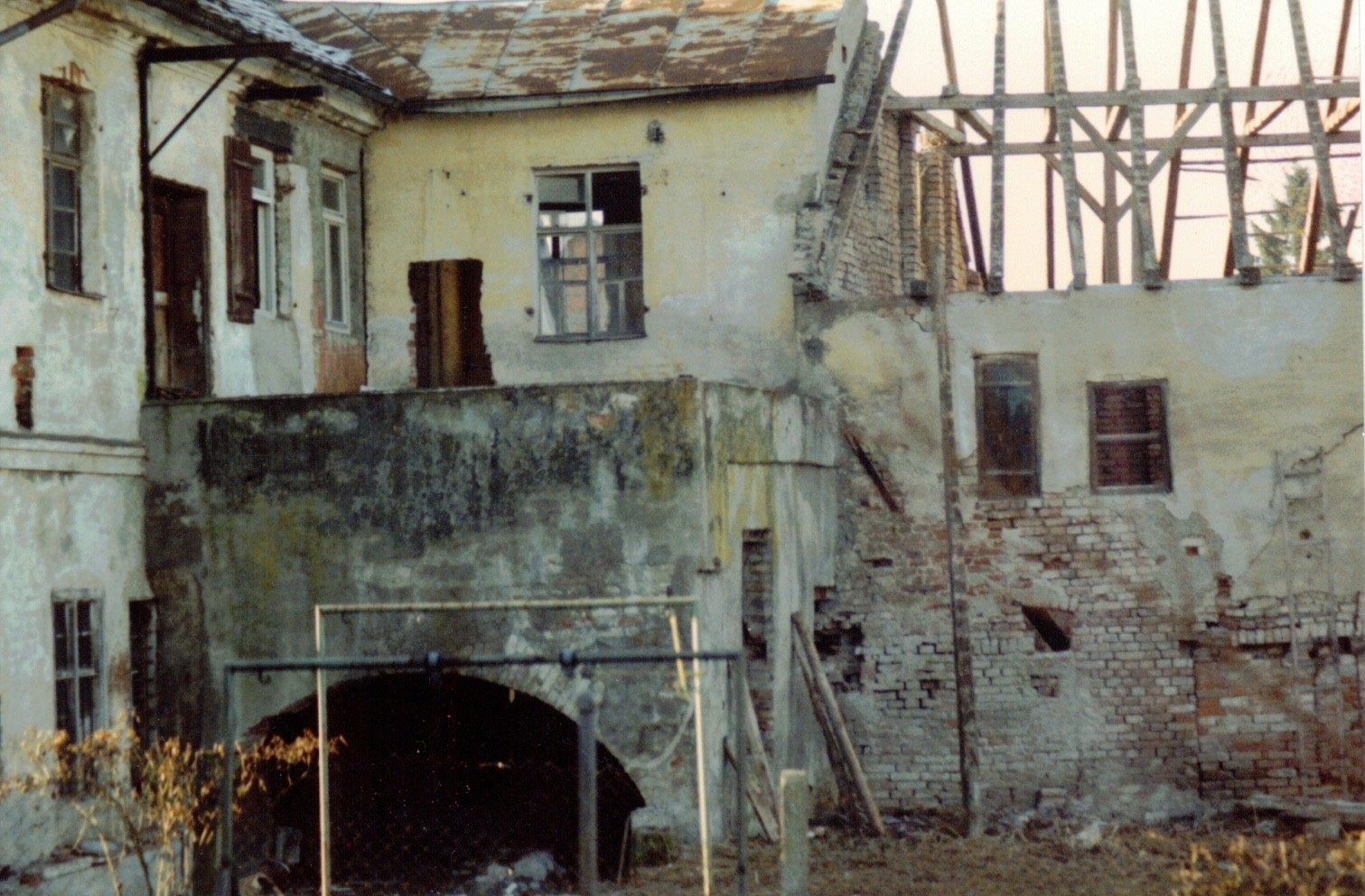
Das abgerissene Wirtschaftsgebäude mit dem Bachdurchlauf

Die Familie Grimmel erbaute dann um 1730 das sogenannte Amendinger Schlößle.
Gegen Ende des 17. Jahrhunderts hatte der Metallhandel an Bedeutung zugenommen. So kaufte Lorenz Grimmel 440 Zentner Kupfer im Jahr aus Schwaz in Tirol. Auch slowakisches Kupfer aus Neusohl wurde importiert. Bis 1738 beliefen sich die Kupferimporte auf insgesamt 400.000 Gulden. Das Kupfer wurde in Amendingen und Lauben verarbeitet und nach Italien, Mailand und Piemont exportiert. Um 1750 wurde Zinn und Blei aus Großbritannien und Sachsen importiert. 1800 hatte der Kupferhammer eine Steuer von 22 fl zu zahlen, eine damals sehr hohe Summe.
1823 wurde der Kupferhammer mit der Wohnung des Eisenhammerschmieds (Nr. 19) an die Großhandlung „Gebrüder von Wachter“ verkauft, die mit Kupfer und Stahl handelte. Diese hatten im Jahr zuvor schon den Kupferhammer in Lauben von der Familie Grimmel erworben. Geschäftsführer war Karl August von Wachter (1783–1852).
1857 war das Anwesen dann im Besitz von Rudolf Thalhofer, der hier eine Drahtfabrik betrieb.
In den folgenden Jahrzehnten wechselte das Gebäude immer wieder – in Teils rascher Folge – den Besitzer und wurde den Zeiten entsprechend genutzt. So wurde im Ersten Weltkrieg dort Johannisbrot gemahlen, ab 1929 eine Poststelle betrieben, die im Erdgeschoss im Raum mit dem Kreuzgratgewölbe untergebracht war.
In den 1950er Jahren wurde im großen nördlichen Raum im Erdgeschoss ein Zweiradgeschäft samt Werkstatt betrieben. Im ersten Stock befanden sich Wohnungen. Im weiteren Verlauf des 20. Jahrhunderts verfiel das Gebäude zusehends, da es unter Denkmalschutz steht und nicht abgerissen werden durfte.

### Renovierung und Nutzung als evangelisches Gemeindehaus
Ab 1983 suchte die Kirchengemeinde St. Martin unter Dekan Braun, zu der der Stadtteil Amendingen gehört, einen Raum für die Gottesdienste in Amendingen. Bis dahin fanden diese sowie das Gemeindeleben in der Kirche bzw. dem Pfarrheim von St. Ulrich statt. Über die Stadtverwaltung wurde die Kirchengemeinde auf das Schlössle aufmerksam gemacht, das sich in Privatbesitz befand und damals zu Wohnzwecken umgebaut werden sollte. Dem konnte die Denkmalpflege aber nicht zustimmen. Die Nutzung als kirchliches Gemeindehaus wurde hingegen befürwortet. Da die Finanzierung von Sanierung und Umbau jedoch nicht gesichert werden konnte, wurde der Plan erst einmal nicht umgesetzt. Fünf Jahre später startete ein neuer Anlauf, gedrängt von der Stadtverwaltung und dem Heimatpfleger und Kirchenvorsteher Herrn G. Bayer. Da vom Landesamt für Denkmalpflege wieder konkrete finanzielle Zusagen ausblieben, wurde auch dieser zweite Versuch nicht durchgeführt. Ab 1990 gab es schließlich sehr konkrete Planungen für den Neubau eines (kleineren) Gebäudes auf einem bereits erworbenen Grundstück in der unmittelbaren Umgebung. Dennoch wurde auf Drängen von G. Bayer ein letzter und dann auch erfolgreicher Anlauf unternommen, das Schlössle 1993 zu erwerben und von öffentlicher Seite her verbindliche finanzielle Zusagen für die Renovierung zu bekommen.
Die Gesamtkosten für das Bauvorhaben beliefen sich auf 2,5 Millionen DM. Diese Summe wurde von folgenden Stellen aufgebracht:
- staatliche und öffentliche Mittel: 955.000 DM
- Kirchensteuermittel der Landeskirche: 850.000 DM
- Eigenmittel der Kirchengemeinde: 595.000 DM

Ende 1995 konnten die ersten Bauschritte in Angriff genommen werden. Am 22. März 1998 wurde das Amendinger Schlössle eingeweiht und dient seitdem als Gemeindehaus und Gotteshaus. Für die gelungene Sanierung erhielt es den Fassadenpreis der Stadt Memmingen.

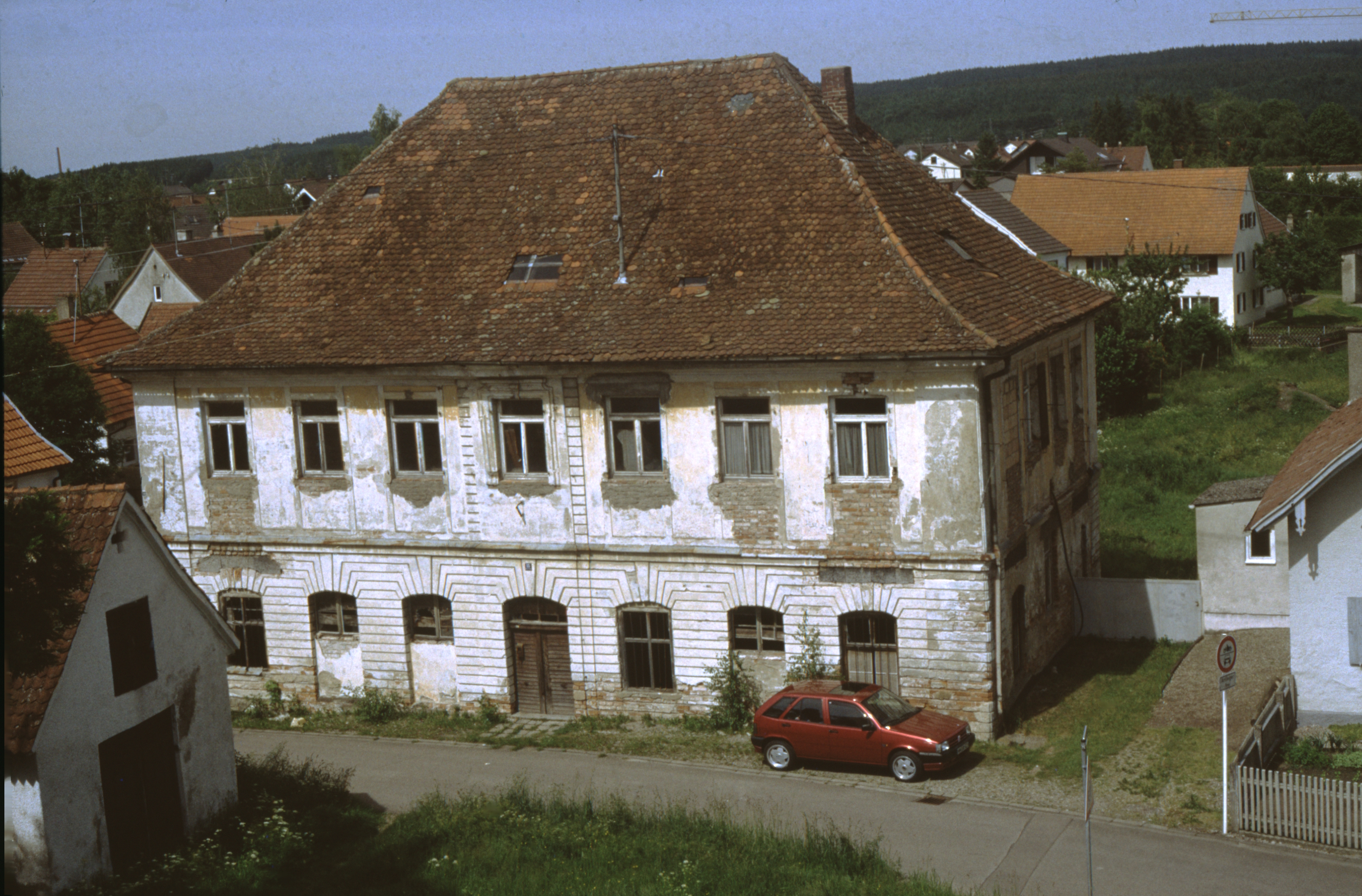
Das Schlössle vor der Renovierung
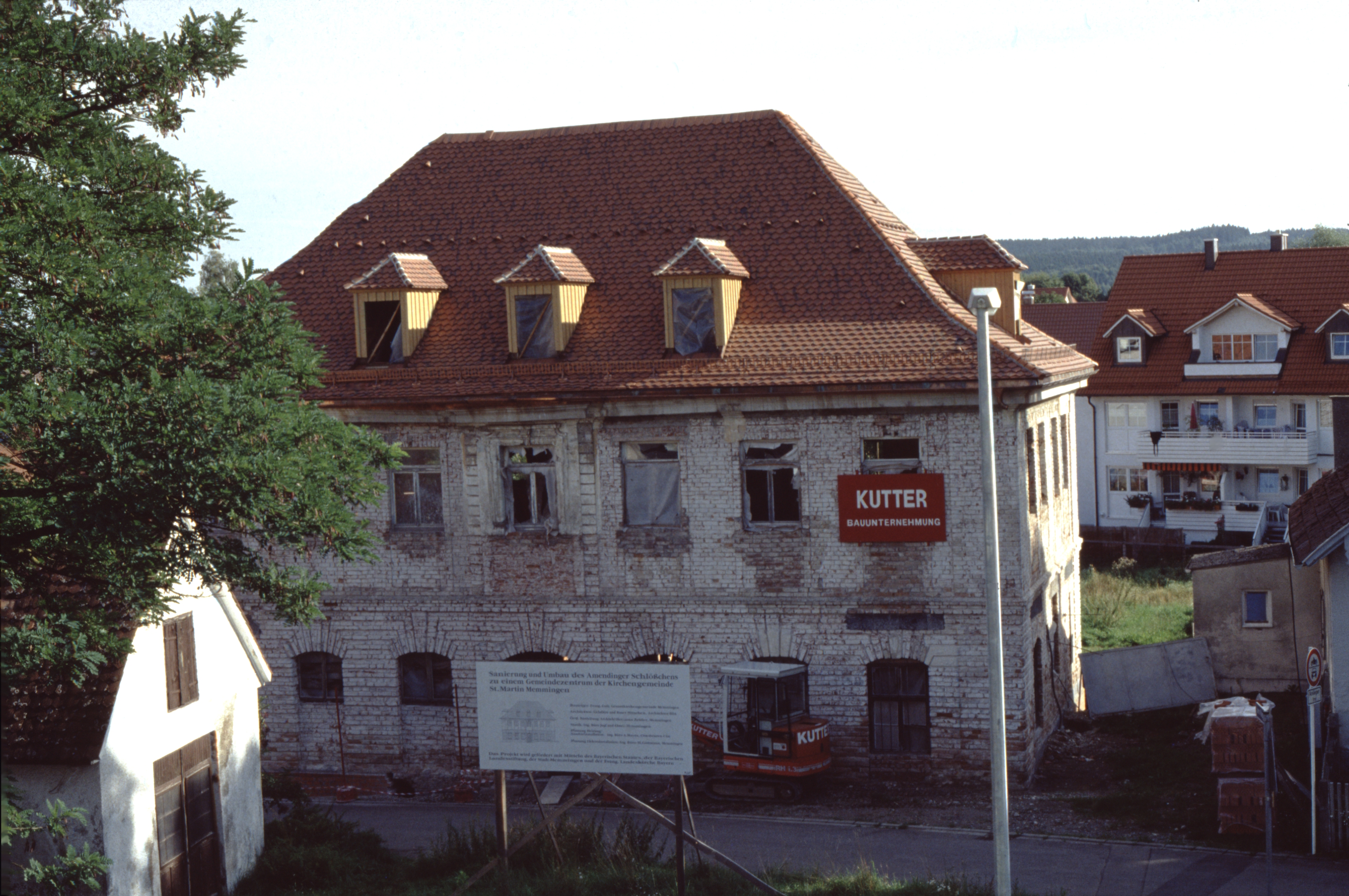
Während der Renovierung, noch mit der Goldhofer Schmiede (links), die kurz darauf abgerissen wurde
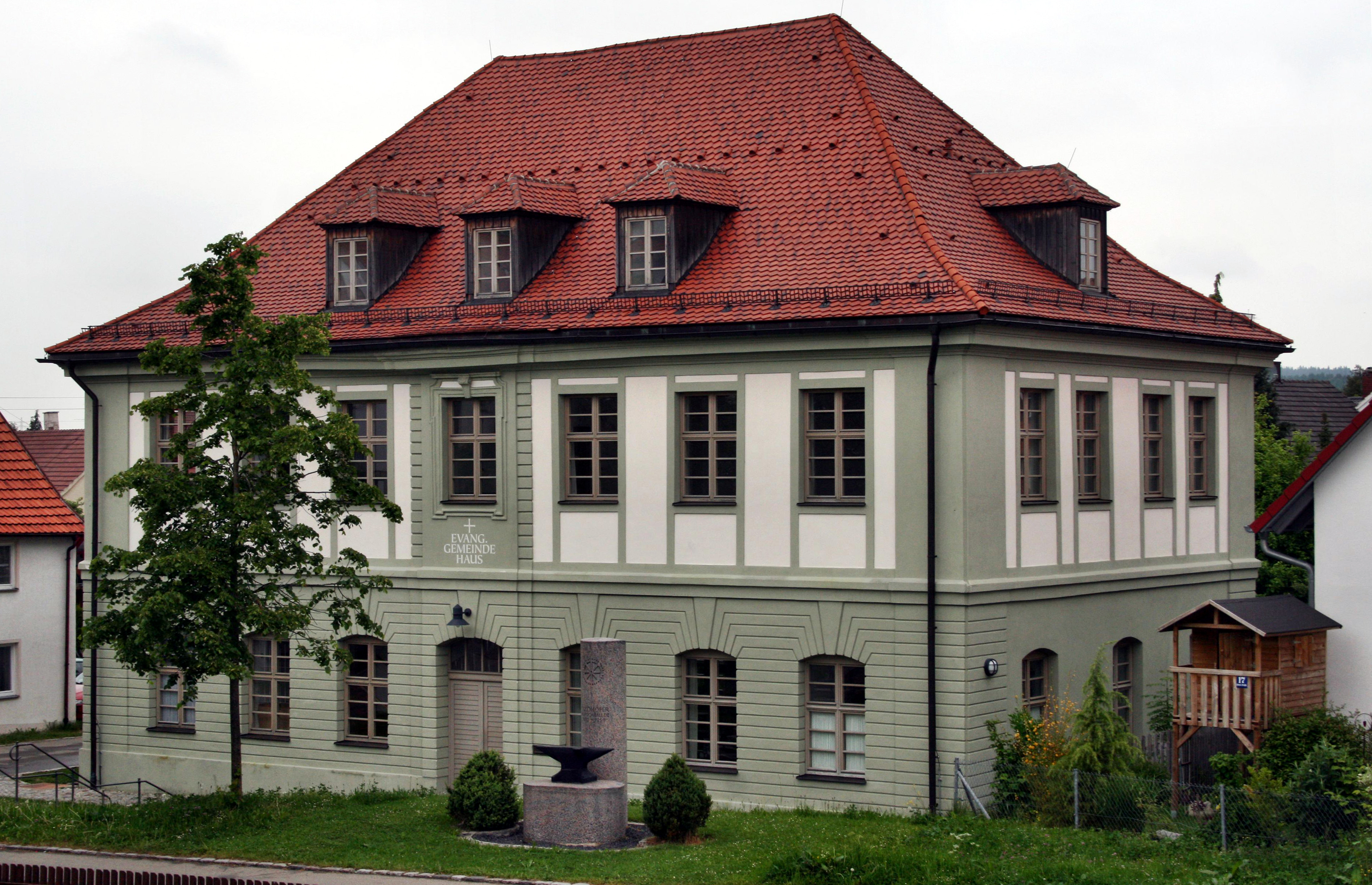
Das Schlössle nach der Renovierung

Neben der Stadtkirche St. Martin und der Kinderlehrkirche ist das Schlössle seither einer der drei Gottesdiensträume der Kirchengemeinde St. Martin und ergänzt die beiden Kirchen in der Innenstadt insbesondere durch seinen weitläufigen Garten, in dem regelmäßig Gottesdienste stattfinden.

## Orgel

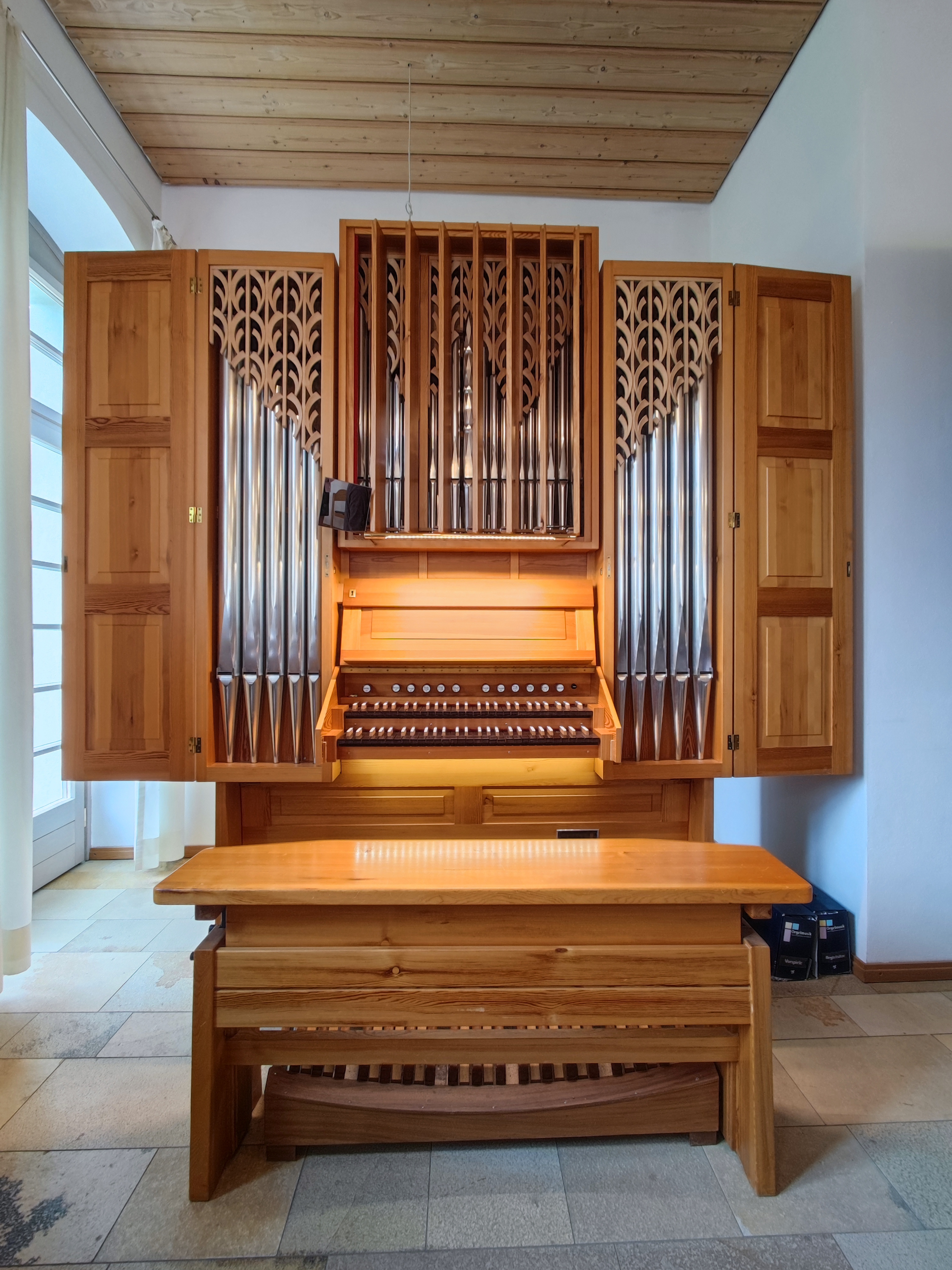
Die Orgel im Gemeinderaum

Das Gemeindehaus verfügt über eine Kleinorgel mit sechs Registern auf rein mechanischen Schleifladen und 366 Pfeifen aus der Werkstatt Orgelbau Schmid in Kaufbeuren. Die Hauptwindversorgung, gespeist durch ein Schnellläufergebläse bewerkstelligt ein großer Balg, der im Untergehäuse untergebracht ist. Die Register auf dem zweiten Manual basieren vollständig auf Transmissionen des ersten Manuals.
Die Orgel des Serienmodells „Schmid Kleinorgel 68“ wurde 1997 zu einem Preis von 95.765 DM als Hausorgel gebaut und wurde der Gemeinde, anlässlich des 20. Jubiläum des Gemeindehauses, aus einem privaten Nachlass gestiftet. Beim Umzug in das Schlössle wurde die Orgel von der Firma Orgelbau Zeilhuber aus Sonthofen überholt und klanglich an den neuen Raum angepasst.
Die Disposition ist wie folgt gegliedert:
| I Hauptwerk C–g3 |    |
| Gedeckt          | 8′ |
| Principal        | 4′ |
| Rohrflöte        | 4′ |
| Waldflöte        | 2′ |
| Scharf II        | 1′ |

| II Positiv C–g3 |    |
| Gedeckt         | 8′ |
| Principal       | 4′ |
| Rohrflöte       | 4′ |
| Waldflöte       | 2′ |
| Scharf II       | 1′ |

| Pedal C–f1 |     |
| Subbass    | 16′ |

- Koppeln: I/P, II/P